# Heteronyx frontalis
Heteronyx frontalis är en skalbaggsart som beskrevs av Blackburn 1888. Heteronyx frontalis ingår i släktet Heteronyx och familjen Melolonthidae. Inga underarter finns listade i Catalogue of Life.